# Lexington (Carolina do Norte)
Lexington é uma cidade localizada no estado norte-americano de Carolina do Norte, no Condado de Davidson.

## Demografia
Segundo o censo norte-americano de 2000, a sua população era de 19.953 habitantes.
Em 2006, foi estimada uma população de 20.382, um aumento de 429 (2.2%).

## Geografia
De acordo com o United States Census Bureau tem uma área de
45,6 km², dos quais 45,6 km² cobertos por terra e 0,0 km² cobertos por água.

## Localidades na vizinhança
O diagrama seguinte representa as localidades num raio de 24 km ao redor de Lexington.